# Paulino de Antioquia

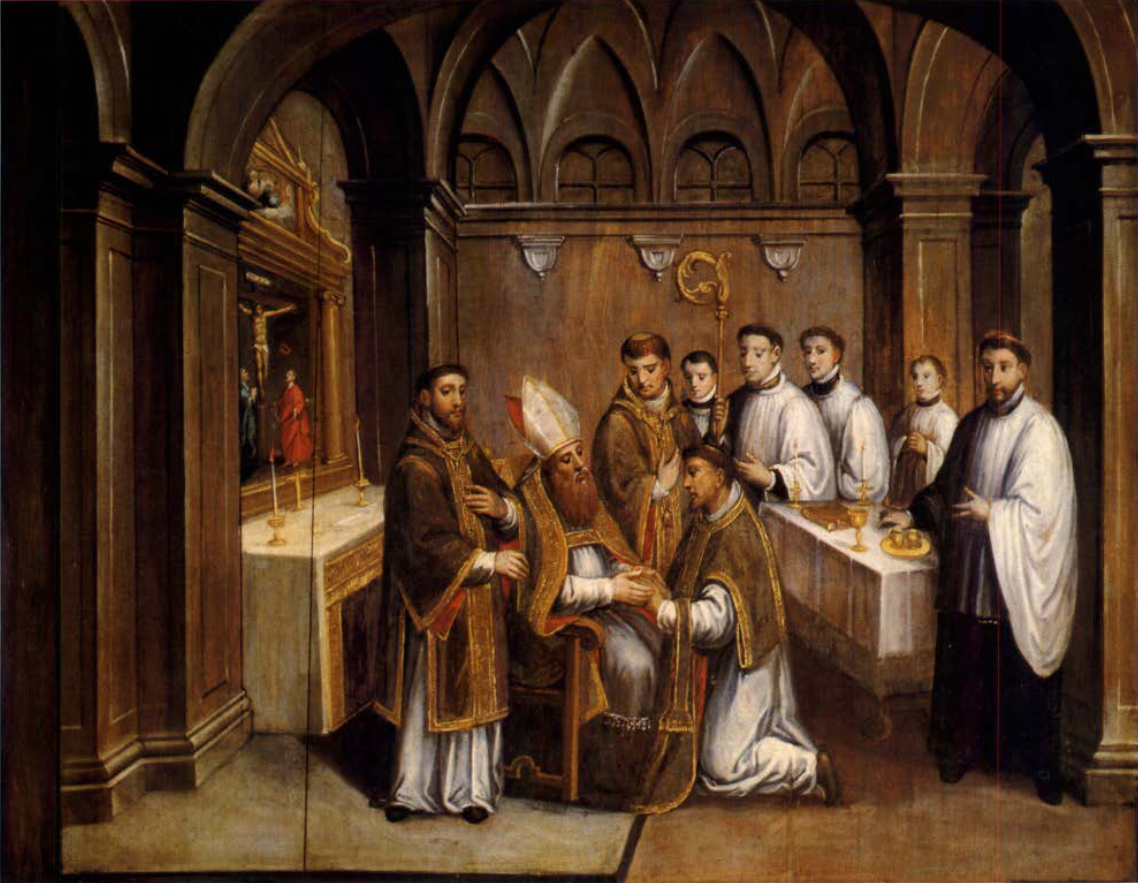
São Jerónimo é ordenado por Paulino de Antioquia, pintura de Simão Rodrigues, século XVII (Mosteiro dos Jerónimos, Lisboa)

Paulino de Antioquia foi um pretendente ao patriarcado de Antioquia de 362 até 388 d.C. Era apoiado por membros do partido eustatiano e um dos rivais de Melécio de Antioquia durante o chamado «Cisma Meleciano». Os eustatianos acusavam Melécio de ter sido consagrado por arianos e começaram a celebrar a liturgia em separado. Lúcifer de Cagliari consagrou Paulino como bispo, consolidando efetivamente o cisma.

## Vida e obras
Paulino era «muito estimado por sua piedade». Foi reconhecido como bispo por Jerônimo, a quem ordenou como sacerdote e por Epifânio de Salamina.
Paulino morreu em 388 dC. Seus seguidores foram apelidados «paulinianos»